# Die Aktiengesellschaft
Die Aktiengesellschaft (AG) ist eine juristische Fachzeitschrift, die seit 1956 erscheint, zunächst im Verlag Trede & Co. (Hamburg), seit 1976 im Verlag Dr. Otto Schmidt (Köln). Zu Beginn des 50. Jahrgangs (Anfang 2005) wurde die bis dahin monatliche Erscheinungsweise auf eine vierzehntägliche Erscheinungsweise umgestellt; lediglich in den Monaten Januar und Juli erscheint jeweils eine Doppelausgabe. Die AG ist eine Spezialzeitschrift für alle Fragen des Aktienwesens, insbesondere für deutsches, europäisches und internationales Unternehmens- und Kapitalmarktrecht. Jedes Heft ist in einen wissenschaftlichen Teil und einen aktuellen Sonderteil („AG-Report“) unterteilt. Im wissenschaftlichen Teil finden sich u. a. Aufsätze und Kommentare sowie aktuelle Rechtsprechung mit aktienrechtlichem Einschlag. Der nachrichtlich orientierte AG-Report befasst sich mit aktuellen Fragen, Ergebnissen und Entwicklungen am Aktien- und Kapitalmarkt. Die AG ist seit Anfang 2000 Börsenpflichtblatt der Frankfurter Wertpapierbörse.
Geschäftsführende Herausgeber der Zeitschrift sind Heinz-Dieter Assmann und Mathias Habersack. Sie werden dabei von Alfred Bergmann, Volker Emmerich, Stephan Harbarth, Jens Koch, Hans-Joachim Mertens, Uwe H. Schneider, Jochen Vetter und Wolfgang Zöllner unterstützt.

## Sonstiges
Bevor er im August 2010 zur Neuen Juristischen Wochenschrift wechselte, war Tobias Freudenberg Chefredakteur der Zeitschrift.